# Władysław Moskalik
Władysław Moskalik, ps. „Śmiały” (ur. 7 marca 1907 w Baranowie, zm. 16 kwietnia 1972 w Lublinie) – polski ekonomista, działacz komunistyczny.

## Życiorys
Syn Teodora. Urodził się w rodzinie robotniczej, po ukończeniu szkoły powszechniej rozpoczął pracę jako robotnik niewykwalifikowany. W 1928 wstąpił do Komunistycznej Partii Polski, szybko został członkiem Komitetu Dzielnicowego KPP w Dęblinie. W 1940 był współorganizatorem koła Stowarzyszenia Przyjaciół ZSRR w Baranowie, a w 1942 współzałożycielem komórki Polskiej Partii Robotniczej i Gwardii Ludowej. Następnie został członkiem Komitetu Dzielnicowego PPR Dęblin-Ryki oraz pierwszym dowódcą GL w Baranowie. Zakładał komórki PPR i GL w powiecie puławskim, inicjował powstawanie konspiracyjnych rad narodowych. Po zakończeniu wojny został sekretarzem Komitetu Powiatowego PPR w Puławach, a w 1947 I sekretarzem Polskiej Zjednoczonej Partii Robotniczej w Lubartowie, od 1949 do 1951 był kierownikiem Wydziału Rolnego Komitetu Wojewódzkiego PZPR w Lublinie. Uzupełnił wykształcenie kończąc Technikum Ekonomiczne w Lublinie, a także Centralną Szkołę Partyjną im. Juliana Marchlewskiego w Łodzi. W latach 1949–1956 był członkiem egzekutywy KW PZPR w Lublinie, w latach 1951–1953 był kierownikiem Wydziału Administracyjnego KW PZPR, od 1953 do 1964 przewodniczył Wojewódzkiej Komisji Kontroli Partyjnej.
Pochowany w Lublinie na cmentarzu przy ulicy Białej.
Bratem Tadeusza był Stanisław Moskalik (ps. Twardy) (ur. 18 stycznia 1909), działacz KPP i ZMW Wici, od wiosny 1944 PPR i AL, komendant posterunku Milicji Obywatelskiej rozstrzelany przez AK 19 grudnia 1944.

## Odznaczenia
- Order Sztandaru Pracy I klasy;
- Krzyż Oficerski Orderu Odrodzenia Polski;
- Krzyż Partyzancki.